# Andrzej Alojzy Ankwicz
Andrzej Alojzy Ankwicz herbu Abdank, właśc. hrabia Andrzej Alojzy Skarbek z Posławic Ankwicz (ur. 22 czerwca 1777 w Krakowie, zm. 26 marca 1838 w Pradze) – polski hrabia i biskup rzymskokatolicki, arcybiskup metropolita lwowski w latach 1815–1833, od 1817 także prymas Galicji i Lodomerii, arcybiskup metropolita praski i prymas Czech w latach 1833–1838, rektor Uniwersytetu Lwowskiego w latach 1817–1818.

## Życiorys
Syn Józefa i Anny Biberstein-Starowieyskiej.
Studiował w Krakowie i Wiedniu. Święcenia kapłańskie przyjął 2 września 1810. Był kanonikiem, rektorem seminarium oraz dyrektorem studium teologicznego w Ołomuńcu. 25 marca 1815 został mianowany arcybiskupem Lwowa obrządku łacińskiego, sakrę biskupią przyjął 15 sierpnia 1815.
Ankwicz zapisał się w historii archidiecezji jako energiczny zarządca, dbający o dyscyplinę duchowieństwa oraz rozwój kultu liturgicznego. Troszczył się również o oświatę ludową. Jako polityk sprzeciwiał się polskim ruchom niepodległościowym i sprzyjał polityce domu Habsburgów. W 1817 uzyskał od cesarza austriackiego tytuł prymasa Galicji i Lodomerii (dla siebie i kolejnych arcybiskupów Lwowa). W latach 1817–1818 piastował urząd rektora Uniwersytetu Lwowskiego.
Odznaczony Krzyżem Kawalerskim Orderu Leopolda. Legatus natus Królestwa Czech. W 1815 mianowany tajnym radcą.
30 września 1833 został przeniesiony na funkcję arcybiskupa praskiego. Został pochowany w podziemiach archikatedry św. Wita w Pradze.